# Kanton Saint-Benin-d'Azy
Kanton Saint-Benin-d'Azy (francouzsky Canton de Saint-Benin-d'Azy) je francouzský kanton v departementu Nièvre v regionu Burgundsko. Tvoří ho 16 obcí.

## Obce kantonu
- Anlezy
- Beaumont-Sardolles
- Billy-Chevannes
- Cizely
- Diennes-Aubigny
- La Fermeté
- Fertrève
- Frasnay-Reugny
- Limon
- Montigny-aux-Amognes
- Saint-Benin-d'Azy
- Saint-Firmin
- Saint-Jean-aux-Amognes
- Saint-Sulpice
- Trois-Vèvres
- Ville-Langy